# 8 décembre 1940
Le dimanche 8 décembre 1940 est le 343e jour de l'année 1940.

## Naissances
- Aivars Endziņš, homme politique letton
- Bing Thom (mort le 4 octobre 2016), architecte canadien
- Charlotte Maury-Sentier (morte le 24 juillet 2019), actrice française
- Gilles Baril, personnalité politique québécoise
- Isabella Biagini (morte le 14 avril 2018), actrice et présentatrice italienne
- Jean-Baptiste Humbert, archéologue français
- Jean-Paul Goude, artiste français
- Mustapha Ben Jaafar, homme politique et médecin tunisien

## Décès
- Louis Pinck (né le 11 juillet 1873), prêtre catholique du diocèse de Metz

## Événements
- Création de l'hebdomadaire français Vaillance
- En Libye, début de l'Opération Compass britannique dirigée par le général Archibald Wavell